# Selección de fútbol sala de Macao
La Selección de fútbol sala de Macao es el equipo que representa al país en la Copa Mundial de fútbol sala de la FIFA, en el Campeonato Asiático de Futsal y en el Campeonato de Futsal de la EAFF; y es controlado por la Asociación de Fútbol de Macao.

## Estadísticas

### Copa Mundial de Futsal FIFA
| Copa Mundial de fútbol sala de la FIFA | Copa Mundial de fútbol sala de la FIFA | Copa Mundial de fútbol sala de la FIFA | Copa Mundial de fútbol sala de la FIFA | Copa Mundial de fútbol sala de la FIFA | Copa Mundial de fútbol sala de la FIFA | Copa Mundial de fútbol sala de la FIFA | Copa Mundial de fútbol sala de la FIFA |
| Año                                    | Ronda                                  | J                                      | G                                      | E                                      | P                                      | GF                                     | GC                                     |
| -------------------------------------- | -------------------------------------- | -------------------------------------- | -------------------------------------- | -------------------------------------- | -------------------------------------- | -------------------------------------- | -------------------------------------- |
| 1989 - 2000                            | No participó                           | No participó                           | No participó                           | No participó                           | No participó                           | No participó                           | No participó                           |
| 2004                                   | No clasificó                           | No clasificó                           | No clasificó                           | No clasificó                           | No clasificó                           | No clasificó                           | No clasificó                           |
| 2008                                   | No clasificó                           | No clasificó                           | No clasificó                           | No clasificó                           | No clasificó                           | No clasificó                           | No clasificó                           |
| 2012                                   | No clasificó                           | No clasificó                           | No clasificó                           | No clasificó                           | No clasificó                           | No clasificó                           | No clasificó                           |
| 2016                                   | No participó                           | No participó                           | No participó                           | No participó                           | No participó                           | No participó                           | No participó                           |
| 2021                                   | No clasificó                           | No clasificó                           | No clasificó                           | No clasificó                           | No clasificó                           | No clasificó                           | No clasificó                           |
| 2024                                   | No clasificó                           | No clasificó                           | No clasificó                           | No clasificó                           | No clasificó                           | No clasificó                           | No clasificó                           |
| Total                                  | 0/10                                   | -                                      | -                                      | -                                      | -                                      | -                                      | -                                      |

### Copa Asiática de Futsal de la AFC
| Copa Asiática de Futsal de la AFC | Copa Asiática de Futsal de la AFC | Copa Asiática de Futsal de la AFC | Copa Asiática de Futsal de la AFC | Copa Asiática de Futsal de la AFC | Copa Asiática de Futsal de la AFC | Copa Asiática de Futsal de la AFC | Copa Asiática de Futsal de la AFC |
| Año                               | Ronda                             | J                                 | G                                 | E                                 | P                                 | GF                                | GC                                |
| --------------------------------- | --------------------------------- | --------------------------------- | --------------------------------- | --------------------------------- | --------------------------------- | --------------------------------- | --------------------------------- |
| 1999                              | No participó                      | No participó                      | No participó                      | No participó                      | No participó                      | No participó                      | No participó                      |
| 2000                              | Fase de grupos                    | 4                                 | 0                                 | 0                                 | 4                                 | 5                                 | 45                                |
| 2001                              | No participó                      | No participó                      | No participó                      | No participó                      | No participó                      | No participó                      | No participó                      |
| 2002                              | No participó                      | No participó                      | No participó                      | No participó                      | No participó                      | No participó                      | No participó                      |
| 2003                              | Fase de grupos                    | 3                                 | 0                                 | 0                                 | 3                                 | 2                                 | 35                                |
| 2004                              | Fase de grupos                    | 4                                 | 1                                 | 0                                 | 3                                 | 9                                 | 35                                |
| 2005                              | Primera ronda                     | 6                                 | 0                                 | 1                                 | 5                                 | 7                                 | 52                                |
| 2006                              | No clasificó                      | No clasificó                      | No clasificó                      | No clasificó                      | No clasificó                      | No clasificó                      | No clasificó                      |
| 2007                              | No participó                      | No participó                      | No participó                      | No participó                      | No participó                      | No participó                      | No participó                      |
| 2008                              | No clasificó                      | No clasificó                      | No clasificó                      | No clasificó                      | No clasificó                      | No clasificó                      | No clasificó                      |
| 2010                              | No clasificó                      | No clasificó                      | No clasificó                      | No clasificó                      | No clasificó                      | No clasificó                      | No clasificó                      |
| 2012                              | No clasificó                      | No clasificó                      | No clasificó                      | No clasificó                      | No clasificó                      | No clasificó                      | No clasificó                      |
| 2014                              | No clasificó                      | No clasificó                      | No clasificó                      | No clasificó                      | No clasificó                      | No clasificó                      | No clasificó                      |
| 2016                              | No participó                      | No participó                      | No participó                      | No participó                      | No participó                      | No participó                      | No participó                      |
| 2018                              | No clasificó                      | No clasificó                      | No clasificó                      | No clasificó                      | No clasificó                      | No clasificó                      | No clasificó                      |
| 2022                              | No participó                      | No participó                      | No participó                      | No participó                      | No participó                      | No participó                      | No participó                      |
| 2024                              | No clasificó                      | No clasificó                      | No clasificó                      | No clasificó                      | No clasificó                      | No clasificó                      | No clasificó                      |
| Total                             | 4/17                              | 17                                | 1                                 | 1                                 | 15                                | 23                                | 167                               |

### Campeonato de la EAFF
| Campeonato de Futsal de la EAFF | Campeonato de Futsal de la EAFF | Campeonato de Futsal de la EAFF | Campeonato de Futsal de la EAFF | Campeonato de Futsal de la EAFF | Campeonato de Futsal de la EAFF | Campeonato de Futsal de la EAFF | Campeonato de Futsal de la EAFF | Campeonato de Futsal de la EAFF |
| Año                             | Ronda                           | J                               | G                               | E                               | P                               | GF                              | GC                              | DIF                             |
| ------------------------------- | ------------------------------- | ------------------------------- | ------------------------------- | ------------------------------- | ------------------------------- | ------------------------------- | ------------------------------- | ------------------------------- |
| 2009                            | Fase de grupos                  | 3                               | 0                               | 0                               | 3                               | 7                               | 28                              | -21                             |
| 2012                            | 5º Lugar                        | 4                               | 0                               | 0                               | 4                               | 5                               | 23                              | -18                             |
| Total                           | 2/2                             | 7                               | 0                               | 0                               | 7                               | 12                              | 51                              | -39                             |

### Juegos Asiáticos Bajo Techo
| Futsal en los Juegos Asiáticos Bajo Techo | Futsal en los Juegos Asiáticos Bajo Techo | Futsal en los Juegos Asiáticos Bajo Techo | Futsal en los Juegos Asiáticos Bajo Techo | Futsal en los Juegos Asiáticos Bajo Techo | Futsal en los Juegos Asiáticos Bajo Techo | Futsal en los Juegos Asiáticos Bajo Techo | Futsal en los Juegos Asiáticos Bajo Techo | Futsal en los Juegos Asiáticos Bajo Techo |
| Año                                       | Ronda                                     | J                                         | G                                         | E                                         | P                                         | GF                                        | GC                                        | DIF                                       |
| ----------------------------------------- | ----------------------------------------- | ----------------------------------------- | ----------------------------------------- | ----------------------------------------- | ----------------------------------------- | ----------------------------------------- | ----------------------------------------- | ----------------------------------------- |
| 2005                                      | Fase de grupos                            | 3                                         | 0                                         | 0                                         | 3                                         | 6                                         | 43                                        | -37                                       |
| 2007                                      | Fase de grupos                            | 3                                         | 1                                         | 0                                         | 2                                         | 7                                         | 14                                        | -7                                        |
| 2009                                      | Fase de grupos                            | 2                                         | 0                                         | 0                                         | 2                                         | 0                                         | 27                                        | -27                                       |
| 2013                                      | Fase de grupos                            | 3                                         | 0                                         | 1                                         | 2                                         | 3                                         | 16                                        | -13                                       |
| Total                                     | 4/4                                       | 11                                        | 1                                         | 1                                         | 9                                         | 16                                        | 100                                       | -84                                       |

### Juegos de la Lusofonía
| Futsal en los Juegos de la Lusofonía | Futsal en los Juegos de la Lusofonía | Futsal en los Juegos de la Lusofonía | Futsal en los Juegos de la Lusofonía | Futsal en los Juegos de la Lusofonía | Futsal en los Juegos de la Lusofonía | Futsal en los Juegos de la Lusofonía | Futsal en los Juegos de la Lusofonía | Futsal en los Juegos de la Lusofonía |
| Año                                  | Ronda                                | J                                    | G                                    | E                                    | P                                    | GF                                   | GC                                   | DIF                                  |
| ------------------------------------ | ------------------------------------ | ------------------------------------ | ------------------------------------ | ------------------------------------ | ------------------------------------ | ------------------------------------ | ------------------------------------ | ------------------------------------ |
| 2006                                 | 4º Lugar                             | 4                                    | 1                                    | 0                                    | 3                                    | 14                                   | 55                                   | -41                                  |
| 2009                                 | No participó                         | No participó                         | No participó                         | No participó                         | No participó                         | No participó                         | No participó                         | No participó                         |
| Total                                | 1/2                                  | 4                                    | 1                                    | 0                                    | 3                                    | 14                                   | 55                                   | -41                                  |